# Paramatachia decorata
Espèce
Paramatachia decorata est une espèce d'araignées aranéomorphes de la famille des Desidae.

## Distribution
Cette espèce est endémique du Queensland en Australie.

## Description
Le mâle mesure 6,4 mm et les femelles de 6 à 7,3 mm.

## Publication originale
- Dalmas, 1918 : Araignée nouvelle d'Australie (Arachn. Psechridae). Bulletin de la Société Entomologique de France, vol. 1917, p. 350-351 (texte intégral).